# Onthophagus hirtus
Onthophagus hirtus é uma espécie de inseto do género Onthophagus da família Scarabaeidae da ordem Coleoptera. Trata-se de uma espécie presente no território português.

## História
Foi descrita cientificamente pela primeira vez no ano de 1803 por lliger.